# Категория модулей
Категория модулей ― категория, объекты которой ― правые (левые или двусторонние — по предварительной договорённости) унитарные модули над произвольным ассоциативным кольцом {\displaystyle A} с единицей, а морфизмы ― гомоморфизмы {\displaystyle A}-модулей.
Эта категория является важнейшим примером абелевой категории.
Более того, для всякой малой абелевой категории существует полное точное вложение в некоторую категорию модулей (это утверждение известно как теорема Фрейда-Митчелла о полном вложении). Свойства категории модулей отражают ряд важных свойств кольца {\displaystyle A}, храня в себе много информации о его внутренней структуре, например, о его гомологической размерности, факторе по радикалу Джекобсона и  даже о его центре (в частности, для коммутативных колец это означает, что всякое из них с точностью до изоморфизма восстанавливается по категории модулей над ним). Категория модулей над коммутативным конечнопорождённым кольцом содержит всю алгебро-геометрическую характеристику аффинной схемы спектра кольца (одна из теорем Серра). Категории модулей также имеют достаточно много инъективных и проективных объектов (то есть у всякого объекта нашей категории есть мономорфизм в инъективный объект и эпиморфизм из проективного объекта), содержат генераторы и когенераторы, а также все пределы и копределы, сиречь являются биполными. Компактные объекты в категории модулей есть в точности конечно представленные модули.
Категории модулей над разными кольцами могут быть эквивалентны. В этом случае говорят, что соответствующие кольца Морита-эквивалентны. Например, эквивалентны между собой категории модулей над алгебрами матриц разного порядка, но общим полем. Все они эквивалентны категории пространств над тем же полем. Как было сказано выше, Морита-эквивалентные коммутативные кольца изоморфны.

## Примеры
- Если {\displaystyle K=\mathbb {Z} } ― кольцо целых чисел, то категория модулей есть категория абелевых групп.
- Если {\displaystyle K=F} есть поле, то категория модулей есть категория векторных пространств над {\displaystyle F}.